# Lode Devroe
Lode Devroe (Waregem, 1 december 1963), is een Vlaams striptekenaar en illustrator.

## Loopbaan
Devroe volgde de studie grafische vormgeving aan het HIGRO te Gent, waar hij in 1983 afstudeerde. Na zijn militaire dienstplicht is hij, van 1984 tot 2001, voornamelijk werkzaam geweest als ontwerper van geweven en gedrukte labels voor de confectie en etiketten voor jeansmerken. Sinds 2001 werkt hij als zelfstandig illustrator en striptekenaar.

## Stijlinvloeden
De tekenstijl van Devroe is een eigentijdse versie van de atoomstijl, een tekenstijl die vooral in de jaren tachtig van de twintigste eeuw zeer populair was. Het was dan ook in deze periode dat Devroe in de atoomstijl begon te tekenen. Zijn grootste voorbeelden uit die tijd zijn Pjotr, Yves Chaland, Serge Clerc en Daniel Torres. Ook Ever Meulen en Maurice Tillieux worden door Devroe genoemd als inspiratoren.

## Onderwerpkeuze
Devroe haalt zijn inspiratie uit het niet-alledaagse, vooral omdat dit hem grafisch sterk inspireert. Hij kiest in zijn strips onderwerpen uit de pseudowetenschap (ook bekend als grenswetenschap), zoals bovennatuurlijke verschijnselen en occulte zaken. Ook B-films uit de jaren vijftig en zestig van de twintigste eeuw, vaak sciencefiction of monsterfilms, vormen een bron van inspiratie.

## Het Dia universum
Het Dia universum is de verzamelnaam voor de strips waarin pseudowetenschap en aanverwante zaken het onderwerp zijn. Het personage Dr. Dia is, hoewel zij niet in alle strips voorkomt, de hoofdfiguur die door Devroe gebruikt wordt als kapstok voor zijn interesses.
- Kortverhalen, platen op staand formaat

1. Sidderrog! (4 platen, 1996), in Beeldstorm 1 (1997) en Incognito 11 (1997)
2. Zure regen (5 platen, 1998), in Beeldstorm 3 (1998)
3. Monster voor Analyse (2 platen, 1998), in ZozoLala 100 (1998)
4. Snapshot! (6 platen, 1998), in Beeldstorm Gonzo (1998)
5. Levend fossiel (3 platen, 1999), in Incognito 16 (1999) en Samsonic (jan-feb 2000)
6. Verblind! (6 platen, 1999), in Incognito 17 (1999)
7. Het priemgetal (6 platen, 1999), in Beeldstorm 6 (1999)
8. De vijfhoekkwal (9 platen, 2000), geen voorpublicatie

- Vervolgverhaal, platen op staand formaat

1. Cesium (34 platen, 1997), in Incognito 12 t/m 15 (1998)

- Kortverhalen, platen op liggend formaat

1. Geoglief (14 platen, 2003), website Pulp Deluxe (2003)
2. Ruis (5 platen, 2003), website Pulp Deluxe (2003)
3. Critters (22 platen, 2006), website Pulp Deluxe (2006)

- Hangar 84 (prelude voor Painted Desert), tekst: Pieter van Oudheusden
  - Hangar 84 (20 platen, liggend formaat, 2007, oorspronkelijke versie), in Zone 5300 4 (2007)
  - Hangar 84 (38 platen, liggend formaat, 2008, webcomic versie), website Pulp Deluxe (2008)
  - Hangar 84 (38 platen + dossier van 8 bladzijden, liggend formaat, 2011, herwerkte versie voor album Hangar 84, Sherpa (2011)
- Painted Desert

1. Vesica Piscis (42 platen + 4 extra platen, 2011), in Stripgids 26 (2011)

- Onvoltooide verhalen
  - De stem van Ummo (2003)

Van dit verhaal zijn twee platen voltooid voor de expo What’s your Excuse in de Antwerpse stripwinkel Mekanik. Ze zijn gepubliceerd in de bundel Bruggen bouwen. Het definitief aantal platen was nog niet vastgelegd, een derde plaat was al in voorbereiding.
- Saltlake (2004)

Saltlake is een soort diamontage van een veertigtal beelden, bedoeld als intro van de Dr. Dia site. Het was voor 60% voltooid (een veertigtal beelden in inkt en een tiental in kleur). Het project werd stopgezet toen de webdesigner een eenvoudiger aanpak van de site koos.
- De Julia (2005)

Van deze strip zijn een twintigtal platen half afgewerkt. Hiervoor kreeg Devroe een startbeurs van het Vlaams Fonds voor de Letteren. Omdat Pieter van Oudheusden met een voorstel voor een kortverhaal voor Zone 5300 kwam ('Hangar 84') werd het werk aan De Julia stopgezet en werd de startbeurs uiteindelijk gebruikt voor 'Hangar 84'. De eerste negen platen van De Julia zijn wel voltooid en als webcomic onder de naam E-mail te lezen op de Dr. Dia site.
- Triangle (2005)

Triangle werd in samenwerking met BUFON (Belgisch UFO netwerk) gemaakt. Het zou een documentaire worden over de Belgische UFO-golf uit 1989-92. Toen de contactpersoon niets meer van zich liet horen werd het project gestaakt. De eerste twee platen van de strip zijn als webcomic te lezen op de Dr. Dia site.

## Overige strips (eigen werk)
1. High speed in Utah (6 platen, 1996), in Zone 5300 3 (1996)
2. Valentina Tereshkova (4 platen, 1999), in Incognito 18 (1999)

## Strips in opdracht
Gestript (catalogus bij de tentoonstelling Gestript)
- Ozon (5 platen, 1999)

Bizz (financieel economisch tijdschrift)
- Een neus voor zaken (2 platen, 2000)

Impact (businessmagazine)
- Sahara 1 (2 platen, 2000)
- Sahara 2 (2 platen, 2000)
- Bedreigde oogst (2 platen, 2000)
- Anti-zwaartekracht (2 platen, 2000)
- Disconnected (2 platen, 2000)
- Liefde op afstand (2 platen, 2000)

BestLife (lifestyle magazine)
- Relaxman (1 plaat, liggend formaat, 2006)

D’accord (leerboek Frans van uitgeverij Malmberg)
- La télé (1 plaat, 2009)
- Les jeux vidéo (1 plaat, 2009)
- Métier de rêve (1 plaat, 2009)
- La soirée (1 plaat, 2009)
- Chez le médecin (1 plaat, 2009)
- Un match de basket (1 plaat, 2009)
- Un rat blanc (1 plaat, 2009)
- Aux Galeries Lafayette (1 plaat, 2009)
- Le nouveau voisin (1 plaat, 2009)
- La plage du Martinez (1 plaat, 2009)

Brussel in beeldekes (collectief stripboek over Brusselse sagen en legenden)
- Vrouwkensavond (4 platen, 2009), tekst: Hec Leemans, kleur: Els Verlaak

Building bridges in Europe (brochure van het 54e Ufemat Congres)
- Deep sonar (1 plaat, 2012)
- The portal (1 plaat, 2012)
- Big hoax (1 plaat, 2012)

## Albums
- Dr. Dia (bevat: 'Dr. Dia en de vijfhoekkwal', 'Sidderrog!', 'Levend fossiel', 'Verblind!'). Zaandam: Incognito, 2000. Paperback, 31 p. Incognito reeks, dl. 3. ISSN 1389-6512.
- Hangar 84. Castricum: Sherpa, 2011. Oblong hardcover, 48 p. ISBN 978-90-8988-024-6.
- Vesica Piscis. Castricum: Sherpa, 2011. Oblong hardcover, 48 p. Reeks: Painted Desert, dl. 1. ISBN 978-90-8988-000-0.

- International Standard Name Identifier: 0000 0003 8702 7785
- Nederlandse Thesaurus van Auteursnamen: 19747053X
- Virtual International Authority File: 279845586
- WorldCat: E39PBJwXbbfpXvj8dFhMVBtHYP